# Estación de San Andrés de Llavaneras
San Andrés de Llavaneras (en catalán y oficialmente Sant Andreu de Llavaneres) es una estación de la línea R1 de Barcelona y línea RG1 de Gerona de Rodalies Renfe de  ubicada en la línea de playa del municipio homónimo.
La estación pertenece a la línea del Maresme, pero no al tramo más antiguo de la misma.
| << cabecera                    | < estación | línea | estación >      | cabecera >>                                    |
| ------------------------------ | ---------- | ----- | --------------- | ---------------------------------------------- |
| Rodalies de Catalunya de Renfe |            |       |                 |                                                |
| Molins de Rey Hospitalet       | Mataró     |       | Caldes d'Estrac | Arenys de Mar Calella Blanes Massanet-Massanas |
| Hospitalet                     | Mataró     |       | Caldes d'Estrac | Figueras Port-Bou                              |